# Nekrolog März 2009
Nekrolog
◄◄
| ◄
| 2005
| 2006
| 2007
| 2008
| 2009 | 2010 | 2011 | 2012 | 2013 | ► | ►►
Januar |
Februar |
März |
April |
Mai |
Juni |
Juli |
August |
September |
Oktober |
November |
Dezember 2009
Weitere Ereignisse | Allgemeiner Nekrolog 2009
Die Beschreibung der verstorbenen Person sollte so kurz wie möglich gehalten sein und nur deren signifikante Tätigkeit(en) enthalten.
Neue Namen ggf. auch unter dem Geburts- und Sterbedatum, also etwa unter 1. Januar und im Geburts- und Sterbejahr (2024) eintragen (nur bei entsprechender großer Wichtigkeit). Für Beispiele siehe die schon vorhandenen Artikel.
Außerdem über die fünf zuletzt Verstorbenen, zu denen es einen ausreichend guten Artikel für eine Präsentation auf der Hauptseite gibt, nach der todesbedingten Überarbeitung der Artikel ggf. auch unter Wikipedia Diskussion:Hauptseite informieren und sie am besten auch in den anderen Wikipedia-Sprachversionen eintragen. Tipp: Regelmäßig bei news.google.de nach „ist tot“, „gestorben“ oder „verstorben“ suchen.
Wenn eine Person gestorben ist, gibt es viele Seiten zu dieser Person in der Wikipedia, die davon auch betroffen sind und entsprechend aktualisiert werden müssen. Beispiele: Namenübersichtsseite, Geburtsjahr, Geburtsort-Seiten und viele mehr.
Wie finde ich die betroffenen Seiten?
Im Suchfeld auf der linken Seite gibt man den Suchbegriff so ein: „Vorname Nachname“. Dann klickt man auf Volltext und alle Seiten mit entsprechendem Suchtext werden aufgerufen. Hier sieht man dann schnell, wo auch das Todesjahr Sinn macht oder sogar ein Teil des Artikels angepasst werden muss. Auch hilft das „Werkzeug“ auf der linken Seite sehr gut, um solche Seiten aufzufinden: „Links auf diese Seite“. Somit ist die Wikipedia wieder aktuell in allen Bereichen! Hinweis: bei Eintragung der Kategorie „Gestorben JAHR“ wird der Missbrauchsfilter 49 ausgelöst, was jedoch nicht schlimm ist. Siehe: Spezial:Missbrauchsfilter/49
Dies ist eine Liste von im März 2009 verstorbenen bekannten Persönlichkeiten. Die Einträge erfolgen innerhalb der einzelnen Daten alphabetisch sortiert. Tiere sind im Nekrolog für Tiere zu finden.

## März
| Tag      | Name                                       | Beruf, bekannt als                                                                          | Alter | Beleg  |
| -------- | ------------------------------------------ | ------------------------------------------------------------------------------------------- | ----- | ------ |
| 1. März  | Muriel Havenstein                          | US-amerikanische Jazzpianistin                                                              | 85    |        |
| 1. März  | Kenneth Henry                              | US-amerikanischer Eisschnellläufer                                                          | 80    |        |
| 1. März  | Takashi Ishimoto                           | japanischer Schwimmer                                                                       | 73    |        |
| 1. März  | Hans Kalt                                  | österreichischer Politiker (KPÖ), Landtagsabgeordneter                                      |       |        |
| 1. März  | Hans Lutter                                | deutscher Philosoph                                                                         | 80    |        |
| 1. März  | Paolo Maffei                               | italienischer Astronom                                                                      | 83    | [ 1 ]  |
| 1. März  | Arch Martin                                | US-amerikanischer Jazzmusiker                                                               | 77    |        |
| 1. März  | Alf Pike                                   | kanadischer Eishockeyspieler und -trainer                                                   | 91    |        |
| 1. März  | Pepe Rubianes                              | spanischer Schauspieler                                                                     | 61    |        |
| 1. März  | Melvin E. Wheatley Jr.                     | US-amerikanischer Bischof                                                                   | 93    |        |
| 2. März  | Rhae Andrece                               | US-amerikanische Sängerin und Schauspielerin                                                | 72    |        |
| 2. März  | Ernie Ashworth                             | US-amerikanischer Country-Musiker                                                           | 80    |        |
| 2. März  | Ernst Benda                                | deutscher Jurist und Politiker                                                              | 84    |        |
| 2. März  | Gabriele du Vinage                         | deutsche Film- und Theaterfotografin                                                        | 89    |        |
| 2. März  | Christopher Finnegan                       | britischer Boxer                                                                            | 64    |        |
| 2. März  | Otto von Helversen                         | deutscher Biologe                                                                           | 65    |        |
| 2. März  | Anatoli Nikolajewitsch Klimanow            | sowjetischer Boxer                                                                          | 59    |        |
| 2. März  | Herbert Schliefsteiner                     | Österreichischer Tiermaler, Ornithologe und Museumsgründer                                  | 84    |        |
| 2. März  | Jacob T. Schwartz                          | US-amerikanischer Mathematiker und Informatiker                                             | 79    |        |
| 2. März  | Irmgard Stecher-Borbe                      | deutsche Malerin und Grafikerin                                                             |       |        |
| 2. März  | João Bernardo Vieira                       | Präsident von Guinea-Bissau                                                                 | 69    |        |
| 2. März  | Burgel Zeeh                                | deutsche Sekretärin                                                                         | 71    |        |
| 3. März  | Hans-Dieter Busch                          | deutscher Politiker                                                                         | 70    |        |
| 3. März  | Sydney Chaplin                             | US-amerikanischer Schauspieler                                                              | 82    |        |
| 3. März  | Frederick Conyngham, 7. Marquess Conyngham | irischer Peer und Soldat                                                                    | 84    |        |
| 3. März  | Jörg Drews                                 | deutscher Literaturwissenschaftler und Literaturkritiker                                    | 70    |        |
| 3. März  | Sebastian Faißt                            | deutscher Handballspieler                                                                   | 20    |        |
| 3. März  | Flemming Flindt                            | dänischer Choreograf und Balletttänzer                                                      | 72    |        |
| 3. März  | Johanna König                              | deutsche Schauspielerin                                                                     | 87    |        |
| 3. März  | Lore Krüger                                | deutsche Widerstandskämpferin gegen den Nationalsozialismus, Übersetzerin und Fotografin    | 94    |        |
| 3. März  | Åke Lindman                                | finnischer Fußballspieler und Schauspieler                                                  | 81    |        |
| 3. März  | Luis Mena Arroyo                           | Alt-Weihbischof in Mexiko-Stadt, Mexiko                                                     | 88    |        |
| 3. März  | José Moncebáez                             | mexikanischer Fußballspieler und -trainer                                                   | 90    |        |
| 3. März  | Hanfried Müller                            | deutscher Theologe                                                                          | 83    |        |
| 3. März  | Gilda Perez Franco                         | dominikanische Politikerin                                                                  | 83    |        |
| 3. März  | Jan Vladislav                              | tschechoslowakischer Schriftsteller                                                         | 86    |        |
| 4. März  | John Cephas                                | US-amerikanischer Gitarrist und Sänger                                                      | 78    |        |
| 4. März  | Patricia De Martelaere                     | flämische Schriftstellerin und Philosophin                                                  | 51    |        |
| 4. März  | Ferdinand Eisenberger                      | deutscher Urologe                                                                           | 71    |        |
| 4. März  | Horton Foote                               | US-amerikanischer Drehbuchautor und Dramatiker                                              | 92    |        |
| 4. März  | Carl Guesmer                               | deutscher Lyriker und Bibliothekar                                                          | 79    |        |
| 4. März  | Udo Haschke                                | deutscher Politiker                                                                         | 64    |        |
| 4. März  | Hans-Heinrich Hatlapa                      | deutscher Unternehmer und Mäzen                                                             | 88    |        |
| 4. März  | George McAfee                              | US-amerikanischer American-Football-Spieler                                                 | 90    |        |
| 4. März  | Victor Milligan                            | kanadischer Geotechniker                                                                    | 79    |        |
| 4. März  | Leon Z. Saunders                           | kanadischer Tiermediziner                                                                   | 89    |        |
| 4. März  | Rudolf Sitte                               | deutscher Bildhauer                                                                         | 86    |        |
| 4. März  | Karl-Heinrich Trageser                     | deutscher Politiker                                                                         | 77    |        |
| 5. März  | Waleri Broschin                            | russischer Fußballspieler                                                                   | 46    |        |
| 5. März  | Patrick Cummins                            | irischer Politiker                                                                          | 87    |        |
| 5. März  | Reinhold Grimm                             | deutscher Germanist                                                                         | 77    |        |
| 5. März  | Olaf Höhnen                                | deutscher Bildhauer, Grafiker und Maler                                                     | 75    |        |
| 5. März  | George Keverian                            | US-amerikanischer Politiker                                                                 | 77    |        |
| 5. März  | Dave Pureifory                             | US-amerikanischer Footballspieler                                                           | 59    |        |
| 5. März  | Ludwig Strompach                           | slowakischer Maler                                                                          | 85    |        |
| 5. März  | Vincenzo Tusa                              | italienischer Klassischer Archäologe                                                        | 88    |        |
| 6. März  | Silvio Cesare Bonicelli                    | Altbischof von Parma, Italien                                                               | 76    |        |
| 6. März  | Pier Luigi Ciriaci                         | italienischer Filmschaffender                                                               | 62    |        |
| 6. März  | James Clyde, Baron Clyde                   | britischer Richter                                                                          | 77    |        |
| 6. März  | Allen G. Debus                             | US-amerikanischer Wissenschaftshistoriker                                                   | 82    |        |
| 6. März  | Inka Victoria Groetschel                   | deutsche Schauspielerin                                                                     | 41    |        |
| 6. März  | Hans Hunold                                | Schweizer Maler, Grafiker und Bildhauer                                                     | 69    |        |
| 6. März  | Francis Magalona                           | philippinischer Sänger                                                                      | 44    |        |
| 6. März  | Henri Pousseur                             | belgischer Komponist                                                                        | 79    |        |
| 6. März  | Christon Tembo                             | sambischer Politiker                                                                        | 64    |        |
| 7. März  | Roseanne Allen                             | kanadische Skilangläuferin                                                                  | 55    |        |
| 7. März  | Jan Arlasorow                              | russischer Komödiant                                                                        | 61    |        |
| 7. März  | Heinrich Baumann                           | deutscher Politiker                                                                         | 79    |        |
| 7. März  | Jimmy Boyd                                 | US-amerikanischer Kinderdarsteller und Musiker                                              | 70    |        |
| 7. März  | Daniel E. Button                           | US-amerikanischer Politiker                                                                 | 91    |        |
| 7. März  | André Casanova                             | französischer Komponist                                                                     | 89    |        |
| 7. März  | Schuyler Chapin                            | US-amerikanischer Kunstmanager und Kulturpolitiker                                          | 86    |        |
| 7. März  | Jang Ja-yeon                               | südkoreanische Schauspielerin                                                               | 29    |        |
| 7. März  | Dmitri Koslow                              | sowjetischer Raketenkonstrukteur                                                            | 89    |        |
| 7. März  | Georg Kövary                               | ungarisch-österreichischer Autor                                                            | 87    |        |
| 7. März  | Tullio Pinelli                             | italienischer Drehbuchautor                                                                 | 100   |        |
| 7. März  | Francesco Zagatti                          | italienischer Fußballspieler und -trainer                                                   | 76    |        |
| 8. März  | James Avery                                | US-amerikanischer Pianist und Dirigent                                                      | 71    |        |
| 8. März  | Ulrich Bach                                | deutscher Theologe                                                                          | 77    |        |
| 8. März  | Girdhari Lal Bhargav                       | indischer Politiker, Abgeordneter der Lok Sabha                                             | 72    |        |
| 8. März  | Ali Bongo                                  | britischer Zauberkünstler und Comedian                                                      | 79    |        |
| 8. März  | Robert Lucien Chapuis                      | Altbischof von Mananjary, Madagaskar                                                        | 73    |        |
| 8. März  | Werner Gröning                             | deutscher Polizeioffizier und General der Volkspolizei                                      | 82    |        |
| 8. März  | Mara Janković                              | jugoslawische bzw. serbische Pop- und Jazzsängerin                                          | 83    |        |
| 8. März  | Hank Locklin                               | US-amerikanischer Sänger                                                                    | 91    |        |
| 8. März  | Hans A. Lüthy                              | Schweizer Kunsthistoriker                                                                   | 76    |        |
| 8. März  | Erna Musik                                 | österreichische Widerstandskämpferin gegen den Nationalsozialismus                          | 87    |        |
| 8. März  | Zbigniew Religa                            | polnischer Herzchirurg und Politiker                                                        | 70    |        |
| 8. März  | Ernest Trova                               | US-amerikanischer Künstler                                                                  | 82    |        |
| 8. März  | Mike Van Audenhove                         | US-amerikanisch-belgischer Comiczeichner                                                    | 51    |        |
| 9. März  | Eddie Lowe                                 | englischer Fußballspieler und -trainer                                                      | 83    |        |
| 9. März  | Richard Baumann                            | deutscher Mathematiker und Informatiker                                                     | 87    |        |
| 9. März  | Hanne Darboven                             | deutsche Künstlerin                                                                         | 67    |        |
| 9. März  | Gerhard Faltermeier                        | deutscher Fußballspieler und -trainer                                                       | 65    |        |
| 9. März  | Agnes Hürland-Büning                       | deutsche Politikerin                                                                        | 82    |        |
| 9. März  | Anne Just                                  | dänische Gärtnerin, Künstlerin sowie Gastronomie- und Hotelbetreiberin                      | 60    |        |
| 9. März  | Martin Müller-Reinhart                     | Schweizer Künstler                                                                          | 54    |        |
| 9. März  | Hans Öberg                                 | schwedischer Eishockeyspieler                                                               | 82    |        |
| 9. März  | Larry Regan                                | kanadischer Eishockeyspieler                                                                | 78    |        |
| 9. März  | Albrecht Schönherr                         | deutscher Geistlicher                                                                       | 97    |        |
| 10. März | Brian Barry                                | britischer Philosoph                                                                        | 72    |        |
| 10. März | Derek Benfield                             | englischer Schauspieler und Bühnenautor                                                     | 82    |        |
| 10. März | Guy Jonson                                 | englischer Pianist und Musikpädagoge                                                        | 95    |        |
| 10. März | Isa Llagostera                             | deutsche Künstlerin                                                                         | 62    |        |
| 10. März | Anatoli Seglin                             | sowjetischer Eishockey- und Fußballspieler                                                  | 86    |        |
| 10. März | Karl-Heinz Schelling                       | deutscher Architekt und Hochschullehrer                                                     | 83    |        |
| 10. März | Ebru Soykan                                | türkische Bürgerrechtlerin                                                                  | 28    |        |
| 11. März | Felix Arnold                               | Schweizer Ringer                                                                            | 35    |        |
| 11. März | Péter Bacsó                                | ungarischer Filmregisseur                                                                   | 81    |        |
| 11. März | Matilda Caragiu Marioțeanu                 | rumänische Sprachwissenschaftlerin                                                          | 81    |        |
| 11. März | Lars Erstrand                              | schwedischer Musiker                                                                        | 72    |        |
| 11. März | Walter Hilmer                              | deutscher Mediziner                                                                         | 84    |        |
| 11. März | Eva Früh Langraf                           | Schweizer Schauspielerin                                                                    | 89    |        |
| 11. März | Tim Kretschmer                             | deutscher Amokläufer                                                                        | 17    |        |
| 11. März | Dobroslav Mrdak                            | jugoslawischer bzw. montenegrinischer Maler                                                 | ~59   |        |
| 11. März | Volker Ruth                                | deutscher Metallphysiker                                                                    |       |        |
| 12. März | Pierre Bourgeade                           | französischer Journalist, Photograph und Schriftsteller                                     | 81    |        |
| 12. März | Kurt Eigl                                  | österreichischer Drehbuchautor, Journalist, Schriftsteller und Verleger                     | 97    |        |
| 12. März | Rudolf Ippen                               | deutscher Veterinärmediziner                                                                | 82    |        |
| 12. März | Rainer Kubatzki                            | deutscher Historiker                                                                        |       |        |
| 12. März | Alex Parche                                | deutscher Gitarrist                                                                         | 56    |        |
| 12. März | Pinsl                                      | deutscher Maler                                                                             | 81    |        |
| 12. März | Günther Todt                               | deutscher Marinemaler                                                                       | 80    |        |
| 12. März | Mihai Ungheanu                             | rumänischer Schriftsteller und Politiker                                                    | 69    |        |
| 13. März | Betsy Blair                                | US-amerikanische Schauspielerin                                                             | 85    |        |
| 13. März | Uwe Block                                  | deutscher Musikverleger, Musikproduzent und Künstlermanager                                 | 62    |        |
| 13. März | Claude Brinegar                            | US-amerikanischer Politiker                                                                 | 82    |        |
| 13. März | Anne Brown                                 | US-amerikanische Opernsängerin                                                              | 96    |        |
| 13. März | Pete Brown                                 | norwegischer Jazz- und Unterhaltungsmusiker (Schlagzeug)                                    | 87    |        |
| 13. März | William Davidson                           | US-amerikanischer Basketballfunktionär                                                      | 86    |        |
| 13. März | Andrew Martin                              | kanadischer Wrestler                                                                        | 33    |        |
| 13. März | James Purdy                                | US-amerikanischer Schriftsteller                                                            | 94    |        |
| 14. März | Alain Bashung                              | französischer Sänger                                                                        | 61    |        |
| 14. März | Hans Joachim Blumenauer                    | deutscher Unternehmer                                                                       | ?     |        |
| 14. März | Édith Bongo                                | gabunische Ehefrau des gabunischen Präsidenten                                              | 45    |        |
| 14. März | Claudiu Bujin                              | rumänischer Leichtathlet                                                                    | 24    |        |
| 14. März | Artur Greive                               | deutscher Romanist                                                                          | 72    |        |
| 14. März | Robert Hanell                              | tschechischer Komponist                                                                     | 84    |        |
| 14. März | Millard Kaufman                            | US-amerikanischer Drehbuchautor                                                             | 92    |        |
| 14. März | Abdul Rahman Kleifawi                      | syrischer Militär und Politiker                                                             | ~78   |        |
| 14. März | Gwendoline Konie                           | sambische Politikerin                                                                       | 70    |        |
| 14. März | Erich Pramböck                             | österreichischer Politiker                                                                  | 67    |        |
| 14. März | Shinkichi Tajiri                           | niederländischer Bildhauer                                                                  | 85    |        |
| 14. März | Coy Watson junior                          | US-amerikanischer Schauspieler                                                              | 96    |        |
| 15. März | Richard Aoki                               | US-amerikanischer Bürgerrechtler                                                            | 70    |        |
| 15. März | Miguel Bernad                              | philippinischer Literaturwissenschaftler                                                    | 91    |        |
| 15. März | Hidesaburō Hanafusa                        | japanischer Genetiker und Molekularbiologe                                                  | 79    |        |
| 15. März | Hans Ernst Hess                            | Schweizer Botaniker                                                                         | 88    |        |
| 15. März | Max Jacoby                                 | deutscher Fotograf                                                                          | 89    |        |
| 15. März | Friedrich von Kekulé                       | deutscher Politiker                                                                         | 78    | [ 2 ]  |
| 15. März | Abel Le Dudal                              | französischer Radrennfahrer                                                                 | 69    |        |
| 15. März | Paulo Andrade Ponte                        | Alterzbischof von São Luís do Maranhão, Brasilien                                           | 77    |        |
| 15. März | Ron Silver                                 | US-amerikanischer Schauspieler                                                              | 62    |        |
| 15. März | Paul Spang                                 | luxemburgischer Historiker                                                                  | 86    |        |
| 15. März | Carroll Emory Wood                         | US-amerikanischer Botaniker                                                                 | 88    | [ 3 ]  |
| 16. März | Franz Feldinger                            | österreichischer Fußballspieler                                                             | 80    |        |
| 16. März | Marjorie Grene                             | US-amerikanische Philosophin                                                                | 98    |        |
| 16. März | Nicholas Henderson                         | britischer Diplomat                                                                         | 89    |        |
| 16. März | Karl Kunrath                               | deutscher Juwelier und Verbandsgründer                                                      | 85    |        |
| 16. März | Miljenko Licul                             | jugoslawischer bzw. slowenischer Typograph und Designer                                     | 62    |        |
| 16. März | Ramón Mantilla Duarte                      | Altbischof von Ipiales, Kolumbien                                                           | 83    |        |
| 16. März | Albrecht Stammler                          | deutscher Neurologe und Psychiater                                                          | 91    |        |
| 17. März | Edith Hahn Beer                            | österreichische Juristin und Holocaustüberlebende                                           | 95    |        |
| 17. März | Lester Davenport                           | US-amerikanischer Blues-Musiker                                                             | 77    |        |
| 17. März | Clodovil Hernandes                         | brasilianischer Modesdesigner, Fernsehmoderator und Politiker                               | 71    |        |
| 17. März | Konrad Rittmeyer                           | deutscher Militär, Oberstleutnant der Bundeswehr                                            | 90    |        |
| 17. März | King Tut                                   | US-amerikanischer Rapper                                                                    | 23    |        |
| 18. März | Eddie Bo                                   | US-amerikanischer Jazz-Musiker                                                              | 78    |        |
| 18. März | Ludovico Carducci Artenisio                | italienischer Diplomat und Botschafter                                                      | 82    |        |
| 18. März | Lola Fischel                               | jüdische Zahnärztin, Überlebende des Holocaust                                              | 95    |        |
| 18. März | Gianni Giansanti                           | italienischer Fotograf                                                                      | 52    |        |
| 18. März | Ronald Landheer                            | niederländischer Romanist und Sprachwissenschaftler                                         |       |        |
| 18. März | Rita Lejeune                               | belgische Romanistin, Mediävistin und Wallonistin                                           | 102   |        |
| 18. März | Toni Leutwiler                             | Schweizer Musiker, Komponist, Arrangeur und Dirigent                                        | 85    |        |
| 18. März | Natasha Richardson                         | britische Schauspielerin                                                                    | 45    |        |
| 18. März | Luis Rojas Mena                            | Altbischof von Culiacán, Mexiko                                                             | 91    |        |
| 18. März | Donald Tolmie                              | kanadischer Politiker                                                                       | 85    |        |
| 18. März | Theodor Wohnhaas                           | deutscher Musikwissenschaftler und Organologe                                               | 86    |        |
| 19. März | Felipe Benítez Ávalos                      | Alterzbischof von Asunción, Paraguay                                                        | 82    |        |
| 19. März | Ion Dolănescu                              | rumänischer Musiker und Politiker                                                           | 65    |        |
| 19. März | Ezio Flagello                              | US-amerikanischer Opernsänger                                                               | 78    |        |
| 19. März | Gertrud Fussenegger                        | österreichische Schriftstellerin                                                            | 96    | [ 4 ]  |
| 19. März | Erich Große                                | deutscher Pädagoge und Sachbuchautor                                                        | 84    |        |
| 19. März | Alastair Boyd, 7. Baron Kilmarnock         | britischer Politiker und Autor                                                              | 81    |        |
| 19. März | Wenijamin Margolin                         | russischer Musiker                                                                          | 86    |        |
| 19. März | Wilhelm Neumann                            | österreichischer Historiker                                                                 | 93    |        |
| 20. März | Alfons Bayerl                              | deutscher Politiker                                                                         | 85    |        |
| 20. März | Mel Brown                                  | US-amerikanischer Blues-Gitarrist                                                           | 69    |        |
| 20. März | Abdellatif Filali                          | marokkanischer Politiker                                                                    | 81    |        |
| 20. März | Project Itoh                               | japanischer Science-Fiction-Autor                                                           | 34    |        |
| 20. März | Rupprecht Rohr                             | deutscher Sprachwissenschaftler                                                             | 89    |        |
| 20. März | Radu Pamfil                                | rumänischer Fußballspieler und -trainer                                                     | 57    |        |
| 20. März | Jaroslav Pitner                            | tschechischer Eishockeytrainer                                                              | 83    |        |
| 20. März | Vladimir Savčić Čobi                       | jugoslawischer bzw. serbischer Musiker                                                      | 60    |        |
| 20. März | Pierre Skawinski                           | französischer Leichtathlet                                                                  | 96    |        |
| 20. März | Klaus Rudolf Werhand                       | deutscher Kunstschmied und Bildhauer                                                        | 70    |        |
| 21. März | Thierry Aubin                              | französischer Mathematiker                                                                  | 66    |        |
| 21. März | Giuseppe Bonaviri                          | italienischer Schriftsteller                                                                | 84    |        |
| 21. März | John Cater                                 | britischer Schauspieler                                                                     | 77    |        |
| 21. März | Leo Fischer                                | Schweizer Unternehmer                                                                       | 75    | [ 5 ]  |
| 21. März | Doug Frith                                 | kanadischer Politiker                                                                       | 64    |        |
| 21. März | Johannes Hewel                             | deutscher Künstler                                                                          | 61    |        |
| 21. März | Jürgen Janetzki                            | deutscher Verleger                                                                          | 65    |        |
| 21. März | Wladilen Stepanowitsch Letochow            | russischer Physiker                                                                         | 69    |        |
| 21. März | Gershom Levy                               | israelischer Biologe                                                                        |       |        |
| 21. März | Walt Poddubny                              | kanadischer Eishockeyspieler                                                                | 49    |        |
| 21. März | Józef Przybyła                             | polnischer Skispringer                                                                      | 64    |        |
| 21. März | Louis Rydill                               | britischer Kriegsschiffkonstrukteur und Hochschullehrer                                     | 86    |        |
| 21. März | Petre Stoica                               | rumänischer Dichter                                                                         | 78    |        |
| 22. März | John L. Harper                             | britischer Biologe                                                                          | 83    |        |
| 22. März | Fethiye Çakıl                              | deutsch-türkische Bürgerin                                                                  | 75    |        |
| 22. März | Gottfried Fischer                          | deutscher Organist, Kantor, Kirchenmusikdirektor                                            | 84    |        |
| 22. März | Jade Goody                                 | britische Big Brother-Celebrity                                                             | 27    | [ 6 ]  |
| 22. März | T. L. Kantha Rao                           | indischer Schauspieler                                                                      | 85    |        |
| 22. März | Reinhard Kleinmann                         | Journalist und SWR-Chefredakteur                                                            | 76    |        |
| 22. März | Ernst Kogler                               | österreichischer Politiker                                                                  | 73    |        |
| 22. März | Frans Lasson                               | dänischer Opernsänger und Schriftsteller                                                    | 73    |        |
| 22. März | Little Hudson Shower                       | US-amerikanischer Blues-Gitarrist und Sänger                                                | 89    |        |
| 22. März | Janez Škof                                 | jugoslawischer Schauspieler                                                                 | 84    |        |
| 22. März | Aldo Vagnozzi                              | US-amerikanischer Politiker                                                                 | 83    |        |
| 23. März | Wulf R. Halbach                            | deutscher Medien- und Kommunikationswissenschaftler                                         | 48    |        |
| 23. März | Heinrich Lindlar                           | deutscher Musikwissenschaftler und -pädagoge                                                | 96    |        |
| 23. März | Raúl Macías                                | mexikanischer Boxer und Schauspieler                                                        | 74    |        |
| 23. März | Hartmut Mathieu                            | deutscher Redakteur und Politiker (CDU), MdL                                                | 64    |        |
| 23. März | Manuel del Rosario                         | Altbischof von Malolos, Philippinen                                                         | 93    |        |
| 23. März | Lloyd Ruby                                 | US-amerikanischer Autorennfahrer                                                            | 81    |        |
| 23. März | Ronald Tavel                               | US-amerikanischer Schriftsteller                                                            | 72    |        |
| 23. März | Paweł Wieczorkiewicz                       | polnischer Historiker                                                                       | ~60   |        |
| 23. März | Wadim Zymburskij                           | russischer Historiker                                                                       | 52    |        |
| 24. März | Jorge Barreiro                             | argentinischer Schauspieler                                                                 | 79    |        |
| 24. März | Ole Edvard Borgen                          | norwegischer Bischof                                                                        | 83    |        |
| 24. März | Josef Bossart                              | Schweizer Politiker (CVP)                                                                   | 79    |        |
| 24. März | Timothy Brinton                            | britischer Nachrichtensprecher und Politiker                                                | 79    |        |
| 24. März | Heinz von Cramer                           | deutscher Hörspielregisseur und Autor                                                       | 84    |        |
| 24. März | Gebhard Glück                              | deutscher Politiker                                                                         | 78    |        |
| 24. März | Robert Holzach                             | Schweizer Bankmanager                                                                       | 86    |        |
| 24. März | Peter Jecza                                | rumänischer Bildhauer                                                                       | 69    |        |
| 24. März | Uriel Jones                                | US-amerikanischer Schlagzeuger                                                              | 74    |        |
| 24. März | George Kell                                | US-amerikanischer Baseballspieler                                                           | 86    |        |
| 24. März | Hans Klenk                                 | deutscher Automobilrennfahrer                                                               | 89    |        |
| 24. März | Augustin Kubizek                           | österreichischer Komponist                                                                  | 90    |        |
| 24. März | Ebbe Lundgaard                             | dänischer Politiker                                                                         | 64    |        |
| 24. März | Göran Schildt                              | finnischer Autor                                                                            | 92    |        |
| 24. März | Bisser Schinew                             | bulgarischer Theaterregisseur                                                               | 61    |        |
| 24. März | Laurie Short                               | australischer Gewerkschaftsfunktionär                                                       | 93    |        |
| 24. März | Igor Stelnow                               | russischer Eishockeyspieler und -trainer                                                    | 46    | [ 7 ]  |
| 24. März | Siegfried Tiefensee                        | deutscher Komponist und Dirigent                                                            | 86    |        |
| 24. März | Wolf Wrisch                                | deutscher Maler, Kunstpädagoge, Hochschulprofessor und Autor                                |       |        |
| 25. März | Zvest Apollonio                            | jugoslawischer bzw. slowenischer Künstler                                                   | 74    |        |
| 25. März | Peter Büchner                              | deutscher Politiker (SPD)                                                                   | 66    |        |
| 25. März | Louis-Helmut Debes                         | deutscher Musikpädagoge                                                                     | 76    |        |
| 25. März | Yukio Endō                                 | japanischer Kunstturner                                                                     | 72    |        |
| 25. März | John Hope Franklin                         | US-amerikanischer Historiker                                                                | 94    |        |
| 25. März | Kosuke Koyama                              | japanischer Theologe                                                                        | 79    |        |
| 25. März | Wolfgang Ludwig                            | deutscher Künstler                                                                          |       |        |
| 25. März | Gábor Ocskay                               | ungarischer Eishockeyspieler                                                                | 33    |        |
| 25. März | Manny Oquendo                              | US-amerikanischer Musiker                                                                   | 78    |        |
| 25. März | Giovanni Parisi                            | italienischer Boxer                                                                         | 41    |        |
| 25. März | Willy Schobben                             | niederländischer Jazz- und Unterhaltungsmusiker (Trompete, Komposition) und Orchesterleiter | 93    |        |
| 25. März | Karl-Aage Schwartzkopf                     | schwedischer Schriftsteller                                                                 | 89    |        |
| 25. März | Dan Seals                                  | US-amerikanischer Country- und Softrock-Sänger, -Musiker und Songwriter                     | 61    |        |
| 25. März | José Sepúlveda                             | chilenischer Fußballspieler                                                                 | 86    |        |
| 25. März | Eduard Stäuble                             | Schweizer Publizist und Autor                                                               | 85    |        |
| 25. März | Dumitru Vizitiu                            | rumänischer Fußballspieler und -trainer                                                     | 54    |        |
| 25. März | Muhsin Yazıcıoğlu                          | türkischer Politiker                                                                        | 54    |        |
| 26. März | Griselda Álvarez                           | mexikanische Politikerin                                                                    | 95    |        |
| 26. März | Arne Bendiksen                             | norwegischer Sänger und Komponist                                                           | 82    |        |
| 26. März | Eckart Dahnke                              | deutscher Verwaltungsjurist                                                                 | 72    |        |
| 26. März | Gerhard Hoffmann                           | deutscher Rechtswissenschaftler                                                             | 91    |        |
| 26. März | Shane McConkey                             | kanadisch-US-amerikanischer Extremskifahrer und Basejumper                                  | 39    |        |
| 26. März | Werner Mitsch                              | deutscher Aphoristiker                                                                      | 73    |        |
| 26. März | Emilio Nessi                               | italienischer Journalist und Schriftsteller                                                 | 59    |        |
| 26. März | Peter Quantschnigg                         | österreichischer Jurist und Steuerrechtsexperte                                             | 53    |        |
| 26. März | John Mayhew                                | englischer Musiker                                                                          | 61    |        |
| 26. März | Heinz Ritter                               | deutscher Kommunalpolitiker                                                                 | 78    |        |
| 26. März | Heinz Schewe                               | deutscher Journalist                                                                        | 88    |        |
| 26. März | Walter Schmithals                          | deutscher evangelischer Theologe                                                            | 85    |        |
| 27. März | Dietmar Edler und Ritter von Dippel        | deutscher Rechtsanwalt und Notar                                                            | 66    |        |
| 27. März | Oskar Feldtänzer                           | österreichischer Historiker                                                                 | 86    |        |
| 27. März | Evert Grift                                | niederländischer Radrennfahrer                                                              | 86    |        |
| 27. März | Irving R. Levine                           | US-amerikanischer Journalist, Fernsehmoderator und Autor                                    | 86    |        |
| 27. März | Arnold Meri                                | estnischer Weltkriegsveteran                                                                | 89    |        |
| 27. März | Luigi Montali                              | italienischer Politiker                                                                     | 87    |        |
| 27. März | Adolf Pahl                                 | deutscher Heimatforscher                                                                    | 84    |        |
| 27. März | Penor Rinpoche                             | hoher Lama der Nyingma-Tradition des Tibetischen Buddhismus                                 | 73    |        |
| 27. März | Julius Schneider                           | deutscher Leichtathlet                                                                      | 84    |        |
| 28. März | Michael Beck                               | deutscher Gastwirt                                                                          | 47    |        |
| 28. März | Travis Criscola                            | US-amerikanischer Musiker                                                                   | 24    |        |
| 28. März | Inger Lise Gjørv                           | norwegische Politikerin                                                                     | 70    |        |
| 28. März | Janet Jagan                                | US-amerikanisch-guyanische Politikerin                                                      | 88    |        |
| 28. März | Martin J. Klein                            | US-amerikanischer Historiker                                                                | 84    |        |
| 28. März | Giulio Macchi                              | italienischer Filmregisseur und Fernsehschaffender                                          | 90    |        |
| 28. März | Renata Mauro                               | italienische Sängerin, Schauspielerin und Fernsehmoderatorin                                | 74    |        |
| 28. März | Helmut Noller                              | deutscher Kanute                                                                            | 89    |        |
| 29. März | Wladimir Fedotow                           | russischer Fußballspieler und -trainer                                                      | 66    |        |
| 29. März | Esteban Fekete                             | ungarischer Künstler                                                                        | 84    |        |
| 29. März | Andy Hallett                               | US-amerikanischer Schauspieler                                                              | 33    |        |
| 29. März | Maurice Jarre                              | französischer Komponist                                                                     | 84    | [ 8 ]  |
| 29. März | Iris Junik                                 | deutsche Schauspielerin                                                                     | 40    |        |
| 29. März | Helen Levitt                               | US-amerikanische Künstlerin                                                                 | 95    |        |
| 29. März | Kanwaljit Singh                            | indischer Politiker                                                                         | 66    |        |
| 29. März | Alice Faber Tryon                          | US-amerikanische Botanikerin                                                                | 88    | [ 9 ]  |
| 30. März | Bernhard Braun                             | deutscher Fußballtorhüter                                                                   | 79    |        |
| 30. März | Maria Curcio                               | italienische Pianistin und Klavierpädagogin                                                 | 90    |        |
| 30. März | Eugène Drenthe                             | surinamischer Dramatiker und Dichter                                                        | 83    |        |
| 30. März | Jean Claude Fohrenbach                     | französischer Jazzmusiker                                                                   | 84    |        |
| 30. März | Sulim Jamadajew                            | russisch-tschetschenischer Offizier                                                         | 35    | [ 10 ] |
| 30. März | Hanns Klatz                                | deutscher Korporierter und Redakteur                                                        | 95    |        |
| 30. März | Reinhold Latzke                            | deutscher Politiker                                                                         | 76    |        |
| 30. März | Andrea Mead-Lawrence                       | US-amerikanische Skirennläuferin                                                            | 76    |        |
| 30. März | Johannes Mikkelsen                         | deutscher Chordirektor                                                                      | 67    |        |
| 30. März | Gert Oost                                  | niederländischer Musikwissenschaftler und Komponist                                         | 66    |        |
| 30. März | Jackie Pretorius                           | südafrikanischer Automobilrennfahrer                                                        | 74    |        |
| 30. März | Ludwig Schaller                            | deutscher Kommunalpolitiker                                                                 | 78    |        |
| 30. März | Loras Joseph Watters                       | Altbischof von Winona, USA                                                                  | 93    |        |
| 31. März | Raúl Alfonsín                              | argentinischer Politiker                                                                    | 82    |        |
| 31. März | Marga Barbu                                | rumänische Schauspielerin                                                                   | 80    |        |
| 31. März | Michael Peter Holm                         | deutscher Charakterdarsteller                                                               | 72    |        |
| 31. März | A. F. Golam Osmani                         | indischer Politiker (Indian National Congress)                                              | 75    |        |
| 31. März | Enea Masiero                               | italienischer Fußballspieler und -trainer                                                   | 75    |        |
| 31. März | Hong Song-nam                              | nordkoreanischer Politiker                                                                  | 84    |        |
| 31. März | Aatto Sonninen                             | finnischer Phoniater                                                                        | 86    |        |
| 31. März | Johannes Baptist Rösler                    | deutscher Politiker                                                                         | 86    |        |
|          | Abraham Cykiert                            | polnisch-australischer Journalist und Schriftsteller                                        | 82    |        |
|          | Alexei Stepanowitsch Petrow                | sowjetischer Radrennfahrer                                                                  | 71/72 |        |
|          | Horst Symanowski                           | deutscher evangelischer Theologe und Mitglied der Bekennenden Kirche                        | 97    |        |